# Fylleklev
Fylleklev [fʏlləkleːv, fʏlləklaiv] är en by i Askome socken, Falkenbergs kommun. Byns ägor är belägna i socknens rikt beskogade nordligaste delar, och en mindre flik av dess skogsmark gränsar i väster till vattendraget Ätran. Platsen för den ursprungliga bytomten har genom senare tiders fastighetsregleringar kommit att hamna inom ägovidden för grannbyn Bökås.

## Historia
Byn har sedan den danska tiden (före 1645) bestått av två huvudgårdar, vilka genom jordbruksrationaliseringar och eldsvådor under 1900-talet övergivits och ägovidderna som en direkt följd av detta starkt krympt genom sammanslagningar med andra omgivande fastigheter.
Gårdarna i Fylleklev finns belagda i flera danska källor under första hälften av 1600-talet. I de första svenska källorna räknas Fylleklev som en halv gård, men år 1729 har hemmanet förmedlats ner till 3/8 mantal.

## Bebyggelsenamn
De båda ursprungliga gårdarna tycks inte ha haft några personliga namn. Dock finns följande namn belagda i diverse skriftliga källor:
- Flathultet (1884 – 1946). En gård (se nedan vid "Övra Hult"). Gården förstörd av eldsvåda och därmed övergiven som bostad[11].
- Sönsås (Etableringsår okänt). En fritidsbostad.
- Övra Hult (1841 – 1884). Ett torp, friköpt troligen på 1860-talet och utbrutet som hemmansdelen Fylleklev 1:4 "Flathultet" 1/32 mantal.

### Fotnoter
1. ↑  Grannbyn Tornared ligger i Gällareds socken, Yered i Krogsereds socken, Boa i Okome socken och de övriga i Askome socken
2. ↑  Boaforsdammen utgör vattenreservoar till Yngeredsfors kraftverk och stod klar år 1964. De i denna artikel använda arealuppgifterna har inte tagit hänsyn till denna fördämning då något litet skogsmark kom att hamna under vatten
3. ↑  År1 900varfolkmängdeniFylleklev22personerenligtutdragfrånförsamlingsbokendettaår
4. ↑  Källa folkmängd: Mantalslängd 1991, Hallands län
5. ↑  Hemmanets mantal förmedlades sannolikt redan under 1650-talet
6. ↑  Hemmanen skatteköptes av bönderna år 1795
7. ↑  Gården som låg kvar på ursprungligt ställe efter laga skifte, kom år 1950 att drabbas av vådaeld och övergavs därefter som bostad
8. ↑  Ur: Ekstraskattemandtaller 1620; ”Thord Andersen i Fyllekleff”, vidare ur : Ekstraskattemandtaller 1635; ”Festebönder . . . Peder Hansen i Fyllekeff ½ grd . . . Indester . . . Arfuid i Fylleklef” och ur Ekstraskattemandtaller 1644; ”Festebönder . . . Peder Hansenn i Fyllekleff ½ grd . . . Indester . . . Arffuid i Fyllekleff . . . ” samt även ur: ’’Jordebook öffuer Askemo Sn’’ (1645);” . . . Fulleklöff Hans Pärson ½ mtl . . . ”
9. ↑  Jordeboken 1646 upptar; kronohemman ½ mtl. Utdrag från jordeboken 1647; ”Cronehem. halfwa . . . Hans Pärsson i Fullocklöff . . . ”
10. ↑  Ur Hallands Landsbeskrifning 1729;”Fyllekleef, 3/8 mtl Crono, Joen Ohlson 3/16 och Peer Nillsson 3/16 . . . bägge åboerne någorlunda behåldne . . . J O skall för 30 år sedan taget hemmull Zedel som nu är förkommen. P N in Anno 1716 fått hemmull Zedell.”
11. ↑  Fastigheten Fylleklev 1:4 är avförd ligger numera (2012) inom ägovidderna för Yered i grannsocknen